# Нефаріус (фільм)
Нефаріус (англ. Nefarious) — американський незалежний фільм жахів 2023 року, написаний і знятий Чаком Конзельманом і Кері Соломоном, оснований на романі Стіва Діса «Поганська змова» (A Nefarious Plot) 2016 року. Джордан Белфі грає роль психіатра, який у день запланованої страти засудженого серійного вбивці (Шон Патрік Фланері) приїжджає до нього у в'язницю та має визначити, чи засуджений симулює свою демонічну одержимість. Фільм вийшов у прокат 14 квітня 2023 року.

## Сюжет
До державної в'язниці прибуває психіатр доктор Джеймс Мартін, щоб допитати сумнозвісного серійного вбивцю і в'язня камери смертників, на ім'я Едвард Вейн Брейді. Суд вважає, що той убив щонайменше вісім осіб. Мартін щойно замінив доктора Алана Фішера, який покінчив життя самогубством після допиту Едварда. Директор тюрми Том Мосс попереджає Мартіна, що Едвард — досвідчений маніпулятор, який може «залізти тобі в голову». Едвард має померти від електричного струму, якщо Мартін не визнає його психічно хворим і недієздатним, щоб позбавити його страти. Якщо ж Мартін визнає Едварда осудним, його стратять. Мосс сподівається, що Мартін не погодиться з Фішером, який був готовий визнати Едварда неосудним.
В розмові Едвард наполягає, що насправді він демон, який живе в тілі Едварда, і його справжнє ім'я «Нефаріамус», хоча він відгукується на ім'я «Нефаріус» (лат. nefārius, нечестивий, заборонений вчинок або діяння). Крім того, він заперечує припущення Мартіна, що намагається уникнути покарання. Він хоче, щоб Едварда стратили. Нефаріус також знає багато подробиць про професійне та особисте життя Мартіна і каже, що до кінця дня, Мартін скоїть три вбивства.
Нефаріус звинувачує Мартіна в евтаназії своєї невиліковно хворої матері, щоб заволодіти її грошима. Мартін розлючується і майже йде, але передумує. Підозрюючи, що Едвард страждає на дисоціативний розлад ідентичності, Мартін намагається зв'язатися з Едвардом, але Нефаріус дозволяє лише обмежений доступ до боязкого, приниженого чоловіка. Далі Мартін вислуховує пояснення Нефаріуса про роль демонів у світі.
Мартін вважає, що Едвард/Нефаріус не вигадує, а навпаки, має божевільну систему переконань, тому Едвард непридатний для страти. Коли Мартін йде, Нефаріус звинувачує його в тому, що він скористався своєю вагітною дівчиною, яка саме в цей момент робить аборт, помилково вважаючи, що Мартін не покине її після цього. Нефаріос регоче від радості, кажучи, що «все пекло радіє» в момент аборту. Мартін поспішає дзвонити в клініку, лише щоб дізнатися, що аборт щойно відбувся.
Нефаріус каже Мартіну, що хоче, аби той написав сатанинську книгу під назвою «Темне Євангеліє». Мартіна викликає наглядач Мосс, який щойно знайшов у камері Едварда альбом про життя Мартіна і вже написаний рукопис «Темного Євангелія». Мартін наостанок повертається до Едварда, аби запитати останнє питання, але Нефаріус вислизає однією рукою з кайданів і душить Мартіна. Він погрожує вбити його, якщо той не буде благати про життя, що Мартін і робить. Поки Едварда б'ють тюремні наглядачі, Мартін тремтячою рукою підписує документ, який оголошує, що Едвард може усвідомлювати свої дії, та бути страченим. Таким чином, за словами Нефаріуса, Мартін скоїв три вбивства: своєї матері, своєї ненародженої дитини та Едварда.
Коли Едвард сидить на електричному стільці, Нефаріус запитує Мартіна, чи приймає він пропозицію отримати винагороду за публікацію Євангелія Нефаріуса. Мартін хитає головою. Едвард страждає від болісного і жахливого удару струмом. Після цього Нефаріус заволодіває волею Мартіна і змушує його спробувати покінчити життя самогубством. Мартін спонтанно молиться до Бога про допомогу, і пістолет, з якого він стріляє, три дає осічку.
Рік потому Мартін, який помітно змінився, перебуває на телестудії, де рекламує книгу «Nefarious Plot», засновану на «Темному Євангелії», але переписану ним як застереження проти демонічних сил, що спокушають усіх нас. Виходячи зі студії, він зустрічає бездомну жінку, яка, вочевидь одержима Нефаріусом, та зловісно звертається до нього на ім'я.

## У ролях
- Шон Патрік Фленері — Едвард Уейн Брейді та Нефаріус
- Джордан Белфі — Джеймс Мартін
- Том Омер — директор тюрми Том Мосс
- Гленн Бек — Гленн Бек
- Деніел Мартін Беркі — отець Луїс
- Марк Де Алессандро — Алан Фішер
- Джеймс Хілі — охоронець у воріт
- Сара Ернандес — капрал Мендес
- Джаррет Лемастер — офіцер Вілсон
- Грифон Олдрен — сержант Вілборн
- Ерік Хенсон — помічника директора Андерсона
- Стеліо Саванте — детектив Руссо
- Роберт Пітерс — доктор Стюарт
- Тіна Тонер — Рене Девенпорт
- Маура Корсіні — Мелані Картер

## Фільмування
Основне знімання відбулося в Оклахома-Сіті наприкінці 2021 року. Під час виробництва знімання були тимчасово припинені через страйк профспілки знімальної групи.
За словами співрежисера фільму Кері Соломана, фільм мав проблеми при виробництві. Соломан, католик, сказав, що багато виробничих проблем фільму були наслідком демонічних проявів, серед яких вісім автомобільних аварій, поломка обладнання, електричні збої, часті пожежні тривоги і несправні камери. Спеціально запрошений католицький священник провів обряд екзорцизму на знімальному майданчику під час виробництва фільму.

## Вихід у прокат

### Касові збори
Нефаріус вийшов у прокат 14 квітня 2023 року. Він зібрав 1,3 мільйона доларів у 933 кінотеатрах у перші вихідні, посівши 10-те місце в касових зборах.

### Сприйняття
На сайті-агрегаторі рецензій Rotten Tomatoes 35 % з 17 відгуків критиків є позитивними, а середня оцінка — 4,5/10. Консенсус на сайті такий: Фільм Нефаріус добре відзнятий і може похвалитися кількома солідними акторськими роботами, але важко не помітити відвертого прозелітизму в цій історії. Глядачі, опитані CinemaScore, поставили фільму середню оцінку «B+» за шкалою від A+ до F, а глядачі, опитані PostTrak, дали позитивну оцінку 69 %, причому 61 % сказали, що обов'язково порекомендували б його до перегляду.
Білл Гудікунц з The Arizona Republic дав фільму дві зірки з можливих п'яти, заявивши, що йому бракує тонкощів, а висловлені погляди демона є просто рупором для режисерів. Роджер Мур з Movie Nation дав фільму одну зірку з можливих чотирьох, висловивши зневагу до сценарію та його аргументів, сказавши, що фільм провалився як фільм жахів і як сміховинний дискурс про релігію.
І Навпаки, Білл Ньюкотт з The Saturday Evening Post сказав про фільм: Нефаріус, можливо, не є чудовим фільмом, але це смілива режисура, і іноді це може привести вас саме туди, куди ви хочете.

## Нагороди
У 2023 році фільм був номінований на кінопремію Золотий трейлер як найкращий незалежний трейлер.

## Продовження
У 2023 році автор Стів Діс підтвердив у Твіттері, що продовження телесеріалу та фільм «Нефаріус» знаходяться в розробці. Дійс заявив, що телевізійний серіал вийде першим, тоді як другий фільм буде адаптувати його роман A Farious Carol.